# شجاع پناهی
شجاع پناهی (زاده ‎۴ شهریور ۱۳۸۰) ووشوکار اهل ایران است.
وی در بازی‌های آسیایی ۲۰۲۲ موفق به کسب مدال نقره وزن ۶۰ کیلوگرم مردان شده‌است.